# اندیس ریسه
اندیس ریسه یک اندیس فلزی است که در حوالی شهر انار استان کرمان قرار دارد و مادهٔ معدنی موجود در آن، طلا است.سنگ میزبان این اندیس مجموعه‌های ولکانیکی_ رسوبی و آندزیت-داسیت است  در این اندیس، پاراژنز‌های کریزوکولا، مالاکیت، اپیدوت و طلا. یافت می‌شوند.